# ثاناتولوجي

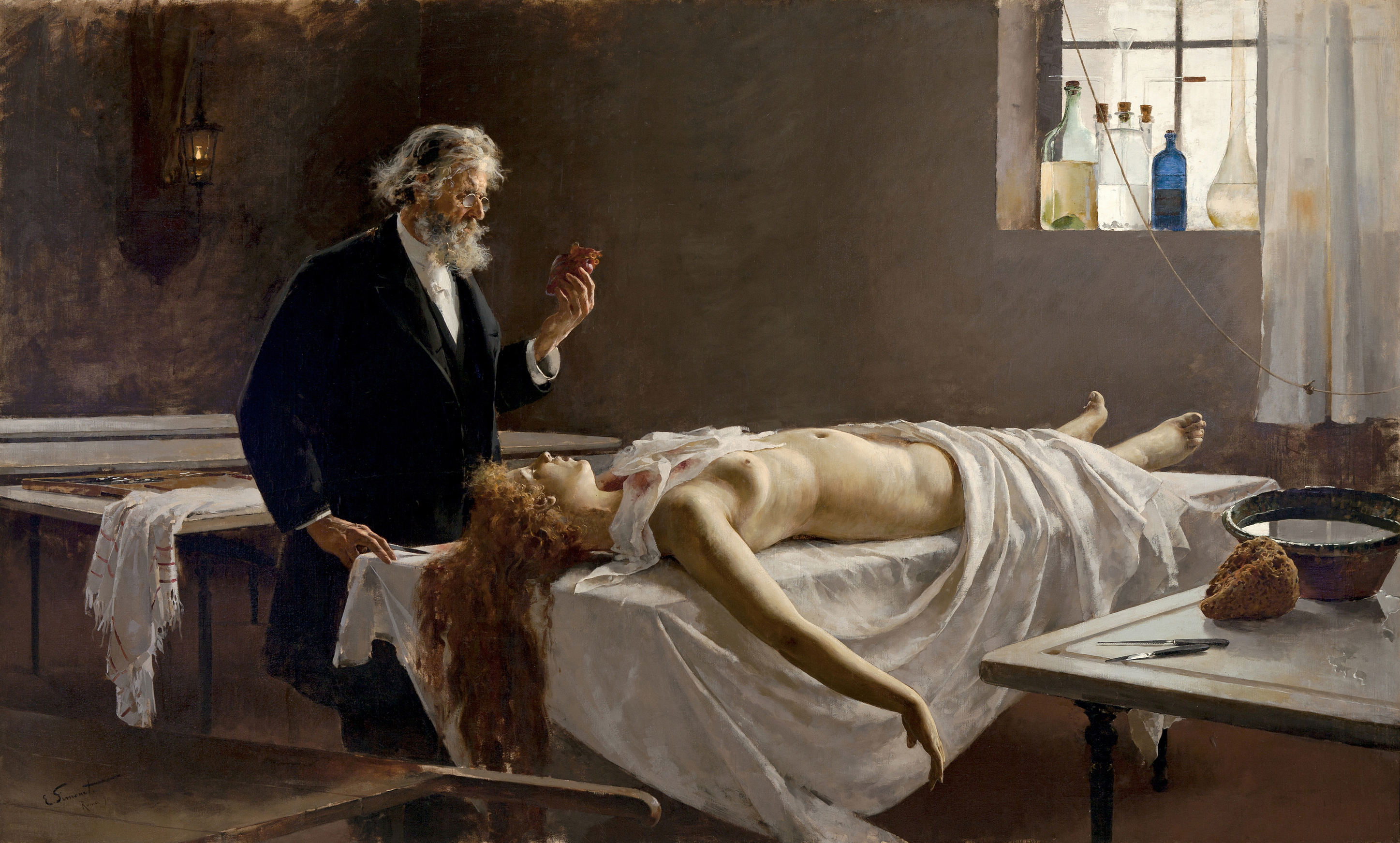
تشريح الجثة (1890) بواسطة إنريكي سيمونيت

ثاناتولوجي أو معرفة (تقاليد) الموت (بالإنجليزية: Thanatology or deathlore)‏ هو الدراسة العلمية للموت وما يترتب من نتائج على ذلك. إنه يبحث في آليات وجوانب الطب الشرعي للوفاة، مثل التغيرات الجسدية المصاحبة للوفاة وفترة ما بعد الوفاة، فضلاً عن الجوانب النفسية والاجتماعية الأوسع المتعلقة بالوفاة. إنها في المقام الأول دراسة متعددة التخصصات تقدم كدورة دراسية في العديد من الكليات والجامعات.

## التسمية
الكلمة مشتق من اللغة اليونانية. في الأساطير اليونانية، ثاناتوس (θάνατος: "الموت") هو تجسيد للموت. اللاحقة الإنجليزية -ology مشتق من اللاحقة اليونانية -logia (-α: "التحدث").